# 呂世偉
呂世偉（1989年4月11日—），綽號雙口呂，台灣戲曲演員，出生於臺北市，畢業於國立台灣戲曲學院歌仔戲學系，2009年入行擔任演員至今，於2012年參演戲劇《終極一班2》後正式出道，出演過多部電影電視廣告作品並於公視台語台主持兒少節目《非常了不起》，同時在果陀劇場音樂劇《摘心米其林》的演出。

## 電視作品
- 2012 八大電視《終極一班2》
- 2015 央視《少林小子方世玉》
- 2015 三立電視《思慕的人》
- 2016 八大電視《High5制霸青春》
- 2019 三立電視《天之蕉子》
- 2019 台視《你那邊怎樣 我這邊ok》
- 2019 台視《忠孝節義》
- 2023 台視《追分成功》

## 電影作品
- 2015 《風中家族》

## 主持節目
- 公視台語台《非常了不起》
- 公視台語台《穎仔穎仔育》

## 舞台劇
- 2022 果陀劇場《摘心米其林》
- 2023 果陀劇場《冒牌天使》

## 戲曲舞台
- 正明龍劇團－《孩孝孩笑》、《偷天換日 法外青天》、《What'S 黑盆》。
- 陳亞蘭歌仔戲－ 《黑家店》、《牛郎織女》。